# Trường Sơn, huyện Quảng Ninh
Trường Sơn là một xã thuộc huyện Quảng Ninh, tỉnh Quảng Bình, Việt Nam.

## Địa lý
Xã Trường Sơn có vị trí địa lý như sau:
- Phía Tây giáp Lào
- Phía Đông giáp xã Trường Xuân
- Phía Bắc giáp huyện Bố Trạch
- Phía Nam giáp huyện Lệ Thủy

Xã Trường Sơn có diện tích 783,38 km², dân số năm 2019 là 4.571 người, mật độ dân số đạt 6 người/km².